# Steve McFadden
Stephen Robert "Steve" Reid', más conocido como Steve McFadden (Maida Vale, West London, Inglaterra, 20 de marzo de 1959), es un actor inglés conocido por interpretar a Phil Mitchell en la serie EastEnders.

## Biografía
Es hijo de 
Robert y Barbara Reid, sus padres se separaron poco después de su nacimiento y su madre se casó John McFadden.
En 1999 comenzó a salir con la actriz Lucy Benjamin hasta el 2003. Lucy interpretó a Lisa Fowler en EastEnders.
Steve comenzó a salir con Sue Marshall y la pareja le dio la bienvenida a su primer hijo juntos, Matthew William "Matt" McFadden en 1986.
Más tarde comenzó a salir con Angela Bostock con quien estuvo casi diez años, la pareja tuvo dos hijas: Teona McFadden (1997) y Mollie Jane McFadden (2004). En agosto del 2005 Steve se vio envuelto en una controversia después de ser acusado de mantener relaciones sexuales con desconocidos junto con Angela, quien dijo que Steve aparcaba en estacionamientos y la obligaba a tener relaciones con desconocidos. Luego el 3 de noviembre de 2005 cuando Steve fue a recoger sus cosas de la casa de Angela, esta lo atacó mientras él cargaba a Mollie, Angela fue arrestada y poco después puesta en libertad bajo fianza.
Steve salió por casi un año con la doctora Rachel Sidwell, el 29 de junio de 2009 la pareja le dio la bienvenida a su primera hija juntos Amelie Tinkerbell McFadden, sin embargo terminaron dos meses después del nacimiento de la pequeña.
Steve sale con Karen Cairns, el 5 de junio de 2016 se anunció que la pareja le había dado la bienvenida a su primer bebé juntos, Frankie McFadden.

## Carrera
En 1984 entró en la prestigiosa escuela Royal Academy of Dramatic Art de donde se graduó en 1987. Durante su primer año se ganó un premio por crear su propio drama llamado "Best Fight", el cual incluyó a personajes que estaban basados en amigos de su escuela.
El 20 de enero de 1990 se unió al elenco de la serie británica EastEnders, donde interpreta al villano Phil Mitchell, el hermano menor de Grant. Steve se fue de la serie en 2003, pero regresó de nuevo en 2005, donde interpreta a Phil desde entonces.
En 2006 interpretó a Ron Meyers en la película Provoked: A True Story, la cual está ligeramente basada en la historia verdadera de Kiranjit Ahluwalia, quien mató a su abusivo esposo.
En 2010 participó en el video "Love Machine" donde varios de los actores que participan en EastEnders aparecieron entre ellos Patsy Palmer (Bianca Branning), Shona McGarty (Whitney Dean), Lacey Turner (Stacey Slater), Pam St. Clement (Pat Evans), Neil McDermott (Ryan Malloy), Sid Owen (Ricky Butcher), Charlie Brooks (Janine Butcher), Adam Woodyatt (Ian Beale) y Jake Wood (Max Branning).

## Filmografía

### Series de televisión
| Año                      | Título                         | Personaje             | Notas                                |
| ------------------------ | ------------------------------ | --------------------- | ------------------------------------ |
| 1990-2003, 2005-presente | EastEnders                     | Phil Mitchell         | 2,751 episodios                      |
| 2010                     | EastEnders: E20                | Phil Mitchell         | -                                    |
| 2001                     | Murder in Mind                 | Joe Waterman          | episodio "Flame"                     |
| 1993                     | Doctor Who: Dimensions in Time | Phil Mitchell         | -                                    |
| 1990                     | Bergerac                       | Jones                 | episodio "Roots of Evil"             |
| 1990                     | Saracen                        | Nash                  | episodio "Crossfire"                 |
| 1990                     | The Bill                       | Distribuidor de Armas | episodio "Bad Company"               |
| 1990                     | Screen Two                     | Billy                 | episodio "The Firm"                  |
| 1989                     | Minder                         | Mickey                | episodio "It's a Sorry Lorry Morrie" |

### Películas
| Año  | Título                 | Personaje              | Notas                      |
| ---- | ---------------------- | ---------------------- | -------------------------- |
| 2006 | Provoked: A True Story | Det. Ron Meyers        | -                          |
| 2000 | Kevin & Perry Go Large | Bravucón               | -                          |
| 1988 | Buster                 | Miembro de la pandilla | no aparece en los créditos |

### Teatro
| Año         | Obra                   | Personaje  | Director | Teatro            | Notas                   |
| ----------- | ---------------------- | ---------- | -------- | ----------------- | ----------------------- |
| 2015 - 2016 | Jack and the Beanstalk | Fleshcreep | -        | The Hawth Theatre | junto a Rebecca Keatley |

## Premios y nominaciones
| Año  | Categoría                                                                                          | Premio                     | Serie      | Resultado |
| ---- | -------------------------------------------------------------------------------------------------- | -------------------------- | ---------- | --------- |
| 2017 | Best Male Dramatic Performance                                                                     | British Soap Award         | EastEnders | Nominado  |
| 2016 | Best Actor                                                                                         | Inside Soap Award          | EastEnders | Ganó      |
| 2016 | Outstanding Achievement Award                                                                      | British Soap Award         | EastEnders | Ganó      |
| 2016 | Best Male Performance                                                                              | British Soap Award         | EastEnders | Nominado  |
| 2011 | Mejor Actor                                                                                        | British Soap Award         | EastEnders | Nominado  |
| 2010 | Actor Favorito de una Novela                                                                       | TV Now Award               | EastEnders | Nominado  |
| 2010 | Outstanding Serial Drama Performance                                                               | National Television Awards | EastEnders | Nominado  |
| 2009 | Mejor actor                                                                                        | Inside Soap Award          | EastEnders | Nominado  |
| 2009 | Mejor actor                                                                                        | British Soap Award         | EastEnders | Nominado  |
| 2008 | Escena Más Espectacular del Año (junto a Richard Platt, Adam Woodyatt, Thomas Law & Charlie Jones) | British Soap Awards        | EastEnders | Nominado  |
| 2008 | Outstanding Serial Drama Performance                                                               | National Television Awards | EastEnders | Nominado  |
| 2007 | Mejor Actor de Novela                                                                              | TV Now Awards              | EastEnders | Ganó      |
| 2006 | Escena Más Espectacular del Año (junto a Ross Kemp & John Greening)                                | British Soap Awards        | EastEnders | Nominado  |
| 2006 | Mejor Historia (junto a Barbara Windsor, Tracy-Ann Oberman, Ross Kemp & Kate Harwood)              | British Soap Awards        | EastEnders | Nominado  |
| 2006 | Mejor Actor                                                                                        | Inside Soap Award          | EastEnders | Nominado  |
| 2006 | Actor Más Popular                                                                                  | National Television Awards | EastEnders | Nominado  |
| 2002 | Actor Más Popular                                                                                  | National Television Awards | EastEnders | Nominado  |
| 2002 | Villano del Año                                                                                    | British Soap Awards        | EastEnders | Nominado  |
| 2002 | Mejor Actor                                                                                        | British Soap Awards        | EastEnders | Nominado  |
| 2001 | Villano del Año                                                                                    | British Soap Awards        | EastEnders | Ganó      |
| 2001 | Actor Más popular                                                                                  | National Television Awards | EastEnders | Nominado  |